# 絕頂集
《絕頂集》（ぜっちょうしゅう，Zecchoushuu／The Acme Collection）是日本音樂家椎名林檎的現場錄音單曲，由東芝EMI／Virgin Music於2000年9月13日發行。此張單曲收錄椎名林檎從1999年到2000年8月間所舉行的演唱會中未發表的歌曲為主，然而以三組單曲統合成一張單曲的理由據說是想要消耗與EMI合約的張數，簡稱ZCS。初回生產限定盤為「特殊紙盒包裝」。
在銷售成績方面，雖然日本Oricon公司是以專輯來看待本張單曲，不過本張單曲仍在Oricon專輯銷售榜上最高位居單週第1名，名列2000年年度銷售榜第49位。而在銷售認證上，《絕頂集》銷售突破40萬張，在2000年9月通過日本唱片協會認定為白金唱片。

## 單曲概要
《絕頂集》是椎名林檎繼2000年1月發表《石膏》及《罪與罰》後，睽違八個月的新單曲，同時也是椎名林檎首張現場錄音單曲。這張單曲是由三個小單曲所組成，分別是「虐待肝醣」、「天才顯微鏡片」及「發育地位」，而三個小單曲個別取自於椎名林檎先前舉辦的演唱會「下剋上高潮」、「校舍高潮」及「發育地位 御起立日本」。
「絕頂１虐待肝醣」是取材自椎名林檎於2000年春天所舉辦的「下剋上高潮」巡迴演唱會上，所演唱的兩首新曲及專輯《無限償還》中的歌曲「同一夜」。收錄於單曲「虐待肝醣」的音源則是取自於演唱會現場的演出。此外，樂團「虐待肝醣」更參與了椎名林檎在日後發行的翻唱專輯《歌手價值》的錄音工作。
「絕頂２天才顯微鏡片」是取材自椎名林檎「校舍高潮」校園巡迴演唱會。理論上也是要採現場錄音，但是一同演出的成員為椎名林檎的一群業餘音樂朋友，讓椎名林檎苦無良好的音源版本，只好進錄音室重錄。而在樂團「天才顯微鏡片」中，擔任電吉他手的「戶谷誠」和樂團「虐待肝醣」的「皆川真人」兩人曾合組樂團。而擔任電貝斯手的「岩井英吉」則曾經和椎名林檎在友坂理惠的歌曲「機器少女」中合作過。最後，擔任鼓手的「西川央」曾在練習時遇到當時椎名林檎事務所的所長「中島理智」，中島所長看到他的打鼓技術後，吃驚的表示「這真的是業餘的!?」
而「絕頂３發育地位」則是取材自椎名林檎於2000年7月舉辦的「發育地位 御起立日本」巡迴演唱會上，所演唱的三首新曲。收錄於單曲「發育地位」的音源則是取自於演唱會現場的演出，而椎名林檎為了要表達現場錄製的氣氛，連演唱會的音響、電吉他的效果器都原汁原味的收錄。不過，收錄於單曲的歌曲「膨脹起來拉」及「對啦隊啦」這兩首曲目並沒有收錄至影音專輯《發育地位》中。至於在樂團「發育地位」中，擔任電貝斯手的「鳥井泰伸」曾經和椎名林檎在「本能」的音樂錄影帶中合作。而擔任電吉他手的「田渕ひさ子」則曾經客座擔任歌曲「石膏」和「Σ」的吉他手。
在單曲封面方面，椎名林檎特地將單曲的外包裝改成感冒藥盒，而在背後詳細寫上使用須知。在單曲內附贈的照片更是各種疼痛狀態的椎名林檎，葫蘆裡賣的藥大概是要歌迷以她的音樂作為生病的偏方。
在單曲發售時程上，本張單曲於2000年9月13日在日本發行，台灣則是與日本同日發行單曲。
最後，在銷售成績部分，日本Oricon公司認為此張單曲是一張專輯，因此本張單曲被歸類在專輯銷售榜時上，不過在發行首週仍以43萬張的銷售量在Oricon專輯銷售榜上位居第1名，總計在Oriocn銷售榜上榜9週，累積銷售達54.6萬張，名列2000年年度銷售榜第49位。同時，單曲銷售突破40萬張，在2000年9月通過日本唱片協會認定為白金唱片。

### 音樂錄影帶

以《座禪高潮》為藍圖

在歌曲「草草幹活」的音樂錄影帶中，導演Usuihiroshi以《椎名林檎（稀）實演 座禪高潮》演唱會為藍圖所拍攝而成的。而當時唱片公司為了讓沒抽中門票的歌迷也能享受到演唱會的氣氛，因此特別邀請他們於07月28日，即演唱會開始前幾天拍攝此音樂錄影帶。拍攝音樂錄影帶當天所有入場的歌迷皆被要求穿上紅色的衣服，而椎名林檎則要求演出樂團「虐待肝醣」穿上演唱會要穿著的服裝登台，至於為什麼會這樣做，椎名林檎表示：「如果只有我跟別人穿的不一樣，那不是很有趣嗎？」

## 曲目
全碟詞曲：椎名林檎　（下面註明例外曲目）
| 絕頂1：虐待肝醣 全碟編曲及演奏：虐待肝醣 | 絕頂1：虐待肝醣 全碟編曲及演奏：虐待肝醣 | 絕頂1：虐待肝醣 全碟編曲及演奏：虐待肝醣 |
| 曲序                                     | 曲目                                     | 时长                                     |
| ---------------------------------------- | ---------------------------------------- | ---------------------------------------- |
| 1.                                       | 草草幹活                                 | 3:29                                     |
| 2.                                       | 賭局                                     | 5:31                                     |
| 3.                                       | 輪迴high high                            | 5:30                                     |
| 总时长：                                 | 总时长：                                 | 14:34                                    |

| 絕頂2：天才顯微鏡片 全碟編曲及演奏：天才顯微鏡片 | 絕頂2：天才顯微鏡片 全碟編曲及演奏：天才顯微鏡片 | 絕頂2：天才顯微鏡片 全碟編曲及演奏：天才顯微鏡片 |
| 曲序                                             | 曲目                                             | 时长                                             |
| ------------------------------------------------ | ------------------------------------------------ | ------------------------------------------------ |
| 1.                                               | 鬱鬱寡歡（作曲：戶谷誠、椎名林檎）               | 5:54                                             |
| 2.                                               | 不幸自慢                                         | 2:25                                             |
| 3.                                               | 喪＠CェNｺ瑠ｦｭWｧ                                  | 3:05                                             |
| 总时长：                                         | 总时长：                                         | 11:25                                            |

| 絕頂3：發育地位 全碟編曲及演奏：發育地位 | 絕頂3：發育地位 全碟編曲及演奏：發育地位 | 絕頂3：發育地位 全碟編曲及演奏：發育地位 |
| 曲序                                     | 曲目                                     | 时长                                     |
| ---------------------------------------- | ---------------------------------------- | ---------------------------------------- |
| 1.                                       | 膨脹起來啦                               | 2:06                                     |
| 2.                                       | 對啦對啦（作曲：椎名林檎、田渕ひさ子）   | 2:34                                     |
| 3.                                       | 光合作用                                 | 3:41                                     |
| 总时长：                                 | 总时长：                                 | 8:22                                     |

### 曲目介紹
絕頂１虐待肝醣
1. 草草幹活（日語：やっつけ仕事）
  - 改編收錄於專輯《加爾基 精液 栗子花》

2000年舉辦的一夜限定演唱會《座禪高潮》中，演唱此首歌的景象成了這首歌的音樂錄影帶。而在音樂錄影帶中外國記者採訪的音源，被日後發行的第三張專輯《加爾基 精液 栗子花》當作歌曲開頭而收錄了。
2. 賭局
  - 改編收錄於專輯《平成風俗》

本首歌曲在2007年椎名林檎與齋藤毅（日语：斎藤ネコ）共同合作的專輯《平成風俗》中，被齋藤毅巧手改編，收錄至該專輯中。
3. 同一夜（日語：「Jｪﾁ~ｯじo™ｳ」（「同じ夜」））
  - 改編自專輯《無限償還》專輯中

本首歌曲雖然是椎名林檎首張專輯《無限償還》中的歌曲，不過弦一徹所率領的管弦樂團將此首歌重新改編後，重新收錄在本單曲中。而標題則是椎名林檎故意誤植的。

絕頂２天才顯微鏡片
1. 鬱鬱寡歡（日語：メロウ）
  - 這首歌後來的中文翻譯為Mellow。
  - 收錄於《我·放電》專輯中

這首歌是由戶谷誠負責作曲，但椎名林檎在聽完歌曲後大為感動，也盡量的讓歌詞能夠貼近曲調。在這首歌的歌詞中，通篇以男人的視野來看待世界，並大量使用第一人稱的「我」及第二人稱的「你」兩個代名詞。後來，這首歌的音樂錄影帶被收錄在2008年發行的音樂視頻精選集《我‧發電》中。
2. 不幸自慢（日語：不幸自慢）
  - 收錄於《我·放電》專輯中

本首歌曲是首搖滾樂曲，而在歌詞中「fuck off "g" man」出現的「g」指的是特務人員。
3. 喪＠CェNｺ瑠ｦｭWｧ（日語：喪＠CェNｺ瑠ｦｭWｧ（「喪興瑠怒(ソーコールド)(仮)」））
  - 收錄於《我·放電》專輯中

歌曲標題歌曲取自於「同一夜」，奇怪的是歌詞本中並沒有此首歌的英文歌詞。此外，椎名林檎也曾對歌迷感到抱歉，因為這首歌的某些歌詞是她不小心唱錯的。

絕頂３發育地位
1. 膨脹起來啦（日語：膨らんできちゃった）
  - 收錄於《我·放電》專輯中

據說椎名林檎在寫這首歌曲的時候，將女生的不安與憤怒感注入了歌曲中。
2. 對啦對啦（日語：はいはい）
  - 收錄於《我·放電》專輯中

這首歌曲是椎名林檎與擔任電吉他手的「田渕ひさ子（日语：田渕ひさ子）」共同作曲而成。
3. 光合作用（日語：光合成）
  - 收錄於《我·放電》專輯中

依照本首歌曲的旋律而言，應該還可以再繼續寫第四首歌來完整詮釋「發育」，而此提議也獲得團員一致的認同。但以發育的順序而言，光合作用是接近完全成熟的階段，不過這首歌的旋律比較像萌芽的階段，因此椎名林檎便將歌曲結尾的旋律稍稍緩和，用以達到成熟的階段。

## 演出人員及後製
| 虐待肝醣（虐待グリコゲン，） M.1,3 於）澀谷公會堂 兩千年五月三日 M.2 於）ＮＨＫ ＨＡＬＬ 兩千年四月二十六日 合計時間 十四分三十四秒 天才顯微鏡片（天才プレパラート，） () 於）STUDIO TERRA 兩千年五月五日 合計時間 十一分二十五秒 | 發育地位（発育ステータス，） 於）新宿LiquidRoom 兩千年七月八日 合計時間 八分二十二秒 後製資訊 - 於) Bernie Grundman |

## 銷售排行

### Oricon 銷售榜(日本)
《絕頂集》於09月13日發行單曲，但日本公信榜Oricon則是以專輯看待本張單曲。發行首週，在日本公信榜Oricon的專輯榜2000年9月第4週付的榜單中以275,920張銷售量居單週冠軍，同時也是該週唯一突破10萬張以上的專輯。第二週則以銷售量63,270張位居3位。第三週則以銷售量35,920張位居9位。總計《絕頂集》在日本公信榜Oricon的專輯榜上榜9週，累積銷售達43.0萬張。同時2000年年銷售榜中，《絕頂集》以43.0萬張銷售量居全年第49名。而當年度歌手總銷售金額排行榜中，則以122.0億日圓居全年第3位。
| 名稱                 | Oricon銷售榜 | 初登場 | 初登場  | 最高  | 最高    | 總銷售量 | 累積上榜次數 |
| 名稱                 | Oricon銷售榜 | 排 行  | 銷售量  | 排 行 | 銷售量  | 總銷售量 | 累積上榜次數 |
| -------------------- | ------------ | ------ | ------- | ----- | ------- | -------- | ------------ |
| 2000年9月13日 絕頂集 | 週銷售排行榜 | #1     | 275,920 | #1    | 275,920 | 429,520  | 9週          |
| 2000年9月13日 絕頂集 | 月銷售排行榜 | #3     | 275,920 | #3    | 275,920 | 429,520  | 9週          |
| 2000年9月13日 絕頂集 | 年銷售排行榜 | #49    | 429,560 | #49   | 429,560 | 429,520  | 9週          |

### 銷售認證
| 認證單位              | 銷量               |
| --------------------- | ------------------ |
| (日本) RIAJ：單曲銷售 | 白金唱片 (400,000) |

## 發行歷史
| 國家 | 發行日期      | 發行形式       | 唱片公司              | 商品編號        |
| ---- | ------------- | -------------- | --------------------- | --------------- |
| 日本 | 2000年9月13日 | CD             | 東芝EMI／Virgin Music | TODT-5400～5402 |
| 台灣 | 2000年9月13日 | CD(進口初回盤) | 東芝EMI／Virgin Music | TODT-5400～5402 |
| 台灣 | 2000年9月13日 | CD(台壓盤)     | 科藝百代              | -               |

## 校舍高潮
《校舍高潮》為日本音樂家椎名林檎首次的校園巡迴演唱會，總共在四間大學參與演出。雖然椎名林檎只有在四間學校開唱，但起初有好幾百所學校爭相邀請她去演唱，椎名林檎一開始本來想通通答應，但是考慮到演唱會舉行日與單曲《本能》宣傳活動重疊的考量下，椎名林檎只好利用這幾場演出來表達對於歌迷的感謝。
不過，演唱會上並沒有演唱當時熱賣的暢銷單曲《在這裡接吻》與《本能》，也沒有接受現場的安可，反而是唱了很多新曲或翻唱曲。另外，點子特多的椎名林檎還將各學校的校歌弄成歌曲，不但可以讓學生驚艷並帶動現場氣氛外，更重要的是這才叫做「學園祭」。

### 表演人員
天才顯微鏡片

### 演唱會場地
| 日期           | 都道府縣 | 城市     | 場館                            |
| -------------- | -------- | -------- | ------------------------------- |
| 日本           |          |          |                                 |
| 1999年11月2日  | 神奈川縣 | 平塚市   | 東海大學湘南校區2號館2S-101教室 |
| 1999年11月7日  | 東京都   | 世田谷區 | 昭和女子大學人見紀念講堂        |
| 1999年11月12日 | 福岡縣   | 福岡市   | 西南學院大學學內體育館          |
| 1999年11月13日 | 京都府   | 京都市   | 立命館大學衣笠校區第一體育館    |

### 演出曲目
全會場
1. U.F.O.
原唱：Pink Lady
2. 喪興瑠怒
3. 丸內虐待狂
4. 自我
5. 乳頭破壞者
6. 藍天
7. 輪迴HIGHLIGHT
8. 警告
9. 果物的部屋
10. Σ
11. Mellow
12. 積木遊戲
13. 不幸自慢
14. 東京女子
15. Creep
原唱：電台司令
16. 幸福論
17. 歌舞伎町的女王
18. 席德與白日夢

## 脚注